# Битва під П'яткою
Битва під П'яткою (23 січня—30 січня 1593) — бій поблизу містечка П'ятка в околицях Чуднова між в надвірними корогвами руських князів Острозьких з одного боку і козацькими військами Криштофа Косинського з іншого. Завершився перемогою перших. Найбільший бій в ході повстання Косинського.

## Короткі відомості
Битва тривала цілий тиждень — з 23 по 30 січня. Незважаючи на відчайдушний опір княжим силам, повстанці зазнавали поразки. В бою особливо відзначилися війська князів Януша Острозького та черкаського старости Олександра Вишневецького.
За тогочасними даними, на полі бою полягло 1000 — 3000 козаків. Переможці захопили 26 гармат і всі корогви.
Військо козацьке капітулювало, надавши Острозьким присяжного листа, який іменем усього війська підписали Косинський та його писар Іван Кречкович. Переможений козацький гетьман мусив особисто тричі, схиливши коліно, ударити чолом перед князем Костянтином-Василем Острозьким та його синами, на знак покори васала перед сюзереном. Реєстровці повинні були негайно позбавити Косинського гетьманської булави, утримувати на Запорожжі постійну залогу, повернути в замки все захоплене ними озброєння.
У бою на боці княжих військ брав участь Северин Наливайко — сотник надвірної корогви Костянтина Острозького. Через рік він сам став керівником нового козацького повстання в Україні.